# Аврора (фильм)
«Авро́ра» (другое название — «Аврора, или Что снилось спящей красавице») — украинский драматический художественный фильм режиссёра Оксаны Байрак, снятый в 2006 году.
Посвящён трагедии на Чернобыльской АЭС, произошедшей 26 апреля 1986 года на территории Украинской ССР, и приурочен к двадцатилетию катастрофы.
Премьера картины состоялась 30 ноября 2006 года.
В роли главной героини Авроры Неделиной снялась пятнадцатилетняя киевлянка Анастасия Зюркалова, а главные мужские роли исполнили российский актёр Дмитрий Харатьян и американский — Эрик Робертс.

## Сюжет
СССР. 1986 год. В детском доме на окраине города Припяти Украинской ССР живёт и воспитывается двенадцатилетняя девочка по имени Аврора Неделина (Анастасия Зюркалова), которая обожает танцевать и мечтает стать великой балериной, ежедневно отрабатывая сложнейшие па.
Самый близкий человек Авроры — Тарас Савченко (Олег Масленников), пожарный. Она относится к нему, как к отцу, которого совсем не помнит.
После взрыва на ЧАЭС Тарас Савченко едет в составе пожарной команды тушить Четвёртый блок, Аврора бежит к нему, едет с ним на пожарной машине на ЧАЭС и получает там огромную дозу радиационного облучения. Смертельный диагноз врачей оставляет девочке единственный шанс на выживание — дорогостоящую операцию в США.
Аврору увозят на лечение в американскую клинику, где она встречает своего кумира Николая Астахова (Дмитрий Харатьян), звезду советского и затем мирового балета, эмигрировавшего из СССР пятнадцать лет назад. Он проходит в этой же клинике курс лечения и переживает при этом глубокий творческий кризис и страшную депрессию. Пресытившийся жизнью, развращённый деньгами, вниманием публики и наркотиками, циничный Ник сначала в упор не замечает юную поклонницу, мечтающую стать балериной. Но последующее знакомство и общение с умирающей целеустремлённой и сильной духом советской девочкой, спасти которую может только чудо, становится для него своеобразной «шоковой терапией» и возрождает его к новой жизни…

## В ролях
| Актёр               | Роль                          |
| ------------------- | ----------------------------- |
| Анастасия Зюркалова | Аврора Неделина               |
| Дмитрий Харатьян    | Николай (Ник) Астахов         |
| Эрик Робертс        | Джеймс Браун                  |
| Анастасия Меськова  | танцовщица Марго              |
| Анастасия Бунина    | Наталья, первая жена Астахова |
| Станислава Хоменко  | Анабэль                       |
| Валентин Преториус  | Андрей Астахов                |
| Екатерина Качан     | Екатерина                     |
| Олег Масленников    | Тарас Савченко                |
| Римма Зюбина        | Анастасия Савченко            |
| Виктор Степанов     | Савченко-старший              |
| Влад Герасимов      | Богдан Савченко               |
| Яна Трунова         | Наташа Савченко               |
| Ирина Погуляй       | соседка                       |
| Алла Масленникова   | доктор Лариса Ивановна        |

| Актёр               | Роль              |
| ------------------- | ----------------- |
| Варвара Филипчук    | Клава             |
| Александр Сахно     | Гриша             |
| Лариса Преториус    | Ангелина Ивановна |
| Оля Ряшина          | Наташа Гмырина    |
| Дима Мартимьянов    | Серёжа Бирюков    |
| Сергей Малюга       | старший лейтенант |
| Владимир Горянский  | доктор Валевич    |
| Ольга Заворотько    | доктор Осборн     |
| Йонис               | доктор Франкл     |
| Елена Янгбере       | медсестра         |
| Елена Петрашко      | медсестра         |
| Наталья Наталушко   | медсестра         |
| Виктория Токманенко | медсестра         |
| Виктор Щербаков     | Алистер           |

## Съёмки
Первый этап съёмок фильма «Аврора» проходил в городе Киеве, затем они переместились в Донецк. Съёмки сцен из жизни припятского детского дома и масштабные сцены эвакуации после Чернобыльской аварии проходили в Краматорске Донецкой области. В них было задействовано большое количество разнообразной техники, включая вертолёты. После этого съёмочный процесс продолжился в Лос-Анжелесе (США), у подножия Голливудских холмов.

## Запрет к показу на Украине
26 апреля 2016 года, в день 30-летней годовщины аварии на Чернобыльской АЭС, режиссёр Оксана Байрак сообщила о том, что её фильм «Аврора», посвящённый этой трагедии, запрещён украинскими властями к показу на территории Украины по причине того, что в нём снялся Дмитрий Харатьян. Государственное агентство Украины по вопросам кино, однако, опровергло эту информацию, заявив, что прокатное удостоверение не аннулировано. Оксана Байрак обвинила чиновников в некомпетентности, так как дело не в удостоверении, а прямом запрете — внесении в список запрещённых на сайте Минкульта и прямой нормы закона «О телевидении и радиовещании».